# Тюменский округ
Тюме́нский о́круг Уральской области РСФСР. Административный центр — город Тюмень.
Образован постановлениями ВЦИК от 3 и 12 ноября 1923 года из территории Тюменского уезда, Ялуторовского уезда (без Мокроусовской волости), части территории Тобольского уезда Тюменской губернии и 6 волостей Камышловского уезда Екатеринбургской губернии.
Включал 13 районов: Емуртлинский, Иевлевский, Исетский, Липчинский, Нижнетавдинский, Новозаимский, Покровский, Суерский, Талицкий, Тюменский, Шатровский, Юргинский, Ялуторовский.
Постановлением президиума Уралоблисполкома от 17 июня 1925 года Иевлевский и Покровский районы упразднены, образованы Тугулымский и Ярковский районы.
Постановлением ЦИК и СНК СССР от 8 августа 1930 года упразднён с 1 октября 1930 года. Основной административной единицей Уральской области стал район.
В связи разделением Уральской области территория бывшего Тюменского округа 17 января 1934 года вошла в Обско-Иртышскую область с центром в Тюмени. С 7 декабря 1934 года вошла в состав Омской области.
14 августа 1944 года была создана Тюменская область в который вошли: Тобольский округ, Ханты-Мансийский и Ямало-Ненецкий национальные округа, районы бывшей территории Тюменского округа.
В 1926 году в округе проживало 504,6 тыс. чел. В том числе русские — 91,6 %; татары — 5,7 %.